# Hamad bin Thuwaini
El sàyyid Hamad ibn Thuwaini al-Busaidi o Hàmad ibn Thuwayní al-Busaïdí (àrab: حمد بن ثويني البوسعيدي, Ḥamad ibn Ṯuwaynī al-Būsaʿīdī), GCSI (1857 - 25 d'agost de 1896) va ser el cinquè soldà de Zanzíbar. Va regnar des del 5 de març de 1893 al 25 d'agost de 1896. Era fill de Thuwayni ibn Said, soldà d'Oman i nebot dels successius soldans de Zanzíbar. A la mort del seu oncle Alí va esdevenir l'hereu al tron. Es va casar amb les seves cosines, la princesa Turkia bint Turki al-Said, filla de Turki ibn Said d'Oman, un altre dels soldans d'Oman, i la princesa Nunu bint Barghash al-Said, filla de Barghash ibn Said, un altre dels soldans de Zanzíbar. Hamad va morir sobtadament a les 11.40 a.m. del 25 d'agost de 1896 gairebé amb seguretat enverinat pel seu cosí Khalid, qui es va proclamar nou sultà i que va ocupar el tron durant tres dies abans de ser derrotat pel Regne Unit després de la guerra anglo-zanzibaresa, «la guerra més breu del món,» que només va durar 38 minuts, el temps que els britànics van bombardejar el palau del soldà.

## Títols
- 1857-1893: Sàyyid Hamad ibn Thuwaini
- 1893-1894: Sa Altesa el Soldà sàyyid Hamad bin Thuwaini, soldà de Zanzíbar
- 1894-1896: Sa Altesa el Soldà sàyyid sir Hamad bin Thuwaini, soldà de Zanzíbar[1]

## Honors
- Gran Creu de l'Orde de la Corona d'Itàlia -1893
- Cavaller de l'Orde de l'Estrella de l'Índia (GCSI) -1894
- Gran Creu de l'Orde de l'Àguila Vermella, 1a classe, de Prússia - 1895[1]